# A-308
La A-308 es una carretera autonómica andaluza que discurre enteramente por la Provincia de Granada. La A-308 une Iznalloz (concretamente nace en la autovía A-44) con Darro (concretamente termina en la autovía autonómica A-92). Por lo tanto enlaza dos vías de gran capacidad. La A-308 discurre paralela a las vías de ferrocarril procedentes de la ciudad de Granada, con las que se cruza intermitentemente, mediante pasos a distinto nivel. La A-308 enlaza con la carretera autonómica A-323 en un punto entre Iznalloz y Bogarre y con la autonómica A-401 en un punto entre Bogarre y Darro.

## Poblaciones por las que pasa (de oeste a este)

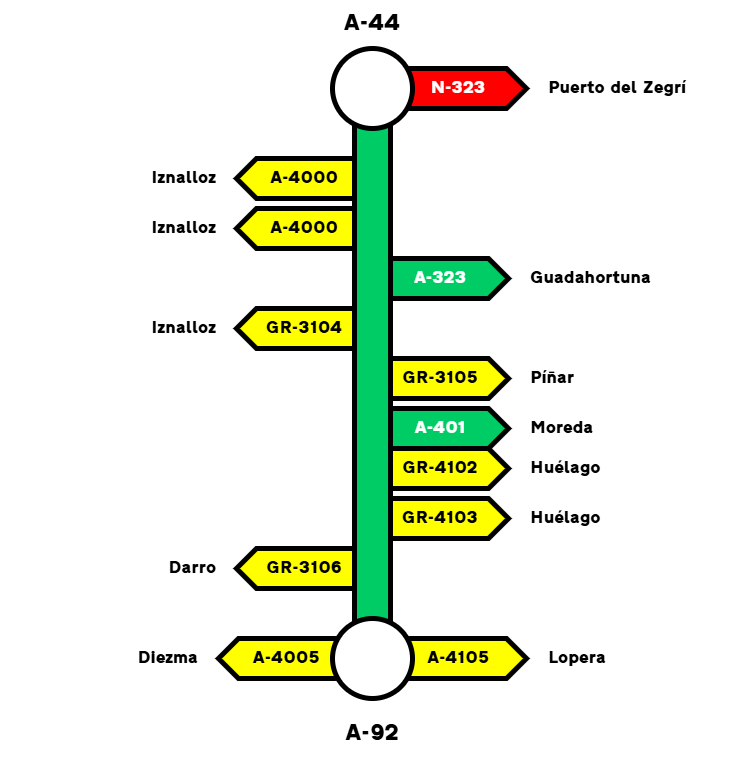
Itinerario de la A-308.

- Iznalloz
- Bogarre
- DarroItinerario de la A-308.

## Historia
Anteriormente formaba parte de la ya desaparecida carretera autonómica A-340 (Estepa-Guadix por Priego de Córdoba y Alcalá la Real).

## Proyecto de Autovía
El 11 de abril de 2012 se puso la primera piedra de las obras de desdoblamiento de la A-308 con un presupuesto de 180 millones de euros y un plazo de ejecución de 32 meses, por lo que en principio debería haber entrado en servicio en diciembre de 2014.
En otoño de 2012, el proyecto se paralizó por falta de financiación de las empresas adjudicatarias.